# Chrysoma pauciflosculosa
 Chrysoma pauciflosculosa   Greene, 1895 è una specie di piante angiosperme dicotiledoni della famiglia delle Asteraceae, sottofamiglia Asteroideae,  tribù Astereae (North American lineage) e sottotribù Solidagininae.  Chrysoma pauciflosculosa  è anche l'unica specie del genere  Chrysoma  Nutt., 1834.

## Etimologia
Il nome generico (Chrysoma ) deriva dalla parola greca "chrysos" (= oro) e "-ome" (= avente la condizione di...) e fa riferimento ai capolini prevalentemente giallo-oro.  L'epiteto specifico ( pauciflosculosa ) deriva dal latino "paucus" (= pochi) ossia "pochi fiori".
Il nome scientifico della specie è stato definito dal botanico Edward Lee Greene (1843-1915) nella pubblicazione " Erythea; a Journal of Botany, West American and General. Berkeley, CA" (  Erythea 3: 8) del 1895. Il nome scientifico del genere è stato definito dal botanico Thomas Nuttall (1786-1859) nella pubblicazione " Journal of the Academy of Natural Sciences of Philadelphia. Philadelphia, PA" (  J. Acad. Nat. Sci. Philadelphia 7: 67 ) del 1834..

## Descrizione
Portamento. La specie di questa voce ha un habitus di tipo arbustivo sempreverde con superfici glabre e glutinose (resinose).
Fusto. La parte aerea è eretta, semplice o ramosa. Altezza media: 50- 100 cm.
Foglie. Le foglie sono disposte in modo alternato, da brevemente picciolate a sessili. La lamina è semplice, margini interi con forme da oblanceolate a strettamente ellittiche. La superficie può essere punteggiata da ghiandole anche stipitate. Dimensione delle foglie: 20 - 60 x 2 - 10 mm.
Infiorescenza. Le sinflorescenze sono composte da diversi capolini raccolti in formazioni cimose. Le infiorescenze vere e proprie sono composte da un capolino terminale sessile o subsessile di tipo radiato (talvolta discoide). I capolini sono formati da un involucro, con forme cilindriche, composto da diverse brattee, al cui interno un ricettacolo fa da base ai fiori di due tipi: fiori del raggio e fiori del disco. Le brattee, con forme lanceolate, indurite alla base e a consistenza erbacea nella parte apicale, sono disposte in modo più o meno embricato su 3 - 4 serie. Il ricettacolo può essere provvisto o privo di pagliette a protezione alla base dei fiori; la forma è piatta o da convessa a conica.
Fiori.  I fiori sono tetra-ciclici (formati cioè da 4 verticilli: calice – corolla – androceo – gineceo) e pentameri (calice e corolla formati da 5 elementi). Si distinguono in:
- fiori del raggio (esterni): sono da 1 a 2 per capolino, sono femminili e sono disposti su una sola serie; la forma è ligulata (zigomorfa); raramente sono assenti;
- fiori del disco (centrali): sono più numerosi (da 3 a 4) con forme brevemente tubulose (attinomorfe); sono ermafroditi.

- Formula fiorale:

*/x K {\displaystyle \infty }, [C (5), A (5)], G 2 (infero), achenio
- Calice: i sepali del calice sono ridotti ad una coroncina di squame.

- Corolla: 
  - fiori del raggio: la forma della corolla alla base è più o meno tubulosa, mentre all'apice è ligulata; la ligula può terminare con alcuni denti; il colore è giallo; lunghezza: 4 - 6 mm;
  - fiori del disco: la forma è allungata-tubulare bruscamente divaricata in 5 lobi; i lobi, da patenti a ricurvi, hanno una forma più o meno lanceolata; il colore è giallo o giallo-forte; lunghezza: 4,5 - 5 mm.

- Androceo: l'androceo è formato da 5 stami sorretti da filamenti generalmente liberi; gli stami sono connati e formano un manicotto circondante lo stilo; le teche (produttrici del polline) alla base sono troncate e sono lievemente auricolate (molto raramente sono speronate o hanno una coda); le appendici apicali delle antere hanno delle forme piatte e lanceolate; il tessuto endoteciale (rivestimento interno dell'antera) è quasi sempre polarizzato (con due superfici distinte: una verso l'esterno e una verso l'interno). Il polline è sferico con un diametro medio di circa 25 micron;  è tricolporato (con tre aperture sia di tipo a fessura che tipo isodiametrica o poro) ed è echinato (con punte sporgenti).[12][14]

- Gineceo: l'ovario è infero uniloculare formato da 2 carpelli.[8] Lo stilo (il recettore del polline) è profondamente bifido (con due stigmi divergenti, brevi o lunghi a seconda della specie) e con le linee stigmatiche marginali separate.[15] I due bracci dello stilo sono in genere lineari-triangolari e papillosi.

Frutti. I frutti sono degli acheni con pappo; 
- achenio: gli acheni, brunastri, con forme turbinate-oblunghe e superficie liscia, hanno 8 - 10 nervature longitudinali e sono densamente strigoso-sericei; lunghezza: 2,5 - 3 mm;
- pappo: il pappo, persistente, è formato da 2 - 3 serie di 40 - 60 setole barbate disuguali.

## Biologia
Impollinazione: tramite insetti (impollinazione entomogama tramite farfalle diurne e notturne).

Riproduzione: la fecondazione avviene fondamentalmente tramite l'impollinazione dei fiori.

Dispersione: i semi cadono a terra e vengono dispersi soprattutto da insetti come formiche (disseminazione mirmecoria). Un altro tipo di dispersione è zoocoria: gli uncini delle brattee dell'involucro (se presenti) si agganciano ai peli degli animali di passaggio che portano così i semi anche su lunghe distanze. Inoltre per merito del pappo il vento può trasportare i semi anche per alcuni chilometri (disseminazione anemocora).

## Distribuzione e habitat
La specie di questa voce è distribuita negli U.S.A. sud-orientali. L'habitat tipico sono le colline e dune, caratterizzate tipicamente da cerri e pini a foglia lunga fino a quote di 100 metri.

## Sistematica
La famiglia di appartenenza di questa voce (Asteraceae o Compositae, nomen conservandum) probabilmente originaria del Sud America, è la più numerosa del mondo vegetale, comprende oltre 23.000 specie distribuite su 1.535 generi, oppure 22.750 specie e 1.530 generi secondo altre fonti (una delle checklist più aggiornata elenca fino a 1.679 generi). La famiglia attualmente (2021) è divisa in 16 sottofamiglie; la sottofamiglia Asteroideae è una di queste e rappresenta l'evoluzione più recente di tutta la famiglia.

### Filogenesi
La tribù Astereae (una delle 21 tribù della sottofamiglia Asteroideae) comprende circa 40 sottotribù. In base alle ultime ricerche nella tribù sono stati individuati (provvisoriamente) 5 principali lignaggi:
- Basal grade: include alcuni generi isolati, il gruppo "South American-Oceania",  alcune sottotribù africane e il gruppo dei generi legnosi del Madagascar.
- Bellis lineage: comprende le sottotribù eurasiatiche e una sottotribù africana.
- Aster lineage: include i generi asiatici di Asterinae e i principali gruppi dell'Australia e dell'Oceania.
- Baccharis lineage: include alcuni gruppi sudamericani.
- North American lineage: include la vasta gamma di sottotribù del Nordamerica, Messico e alcuni gruppi distribuiti nel Sudamerica.

Il genere  Chrysoma (insieme alla sottotribù Pentachaetinae) è incluso nel lignaggio "North American lineage". La sottotribù attualmente è divisa in 6 gruppi informali. Il genere di questa voce appartiene al "Solidago group". Chrysoma pauciflosculosa è stato originariamente descritto all'interno del genere Solidago, ma si distinguenell'anatomia (F. E. Lloyd 1901; K. Phillips 1963; L. C. Anderson e J. B. Creech 1975) e in altre caratteristiche. Il crisoma si riconosce per il suo portamento arbustivo, foglie areolato-resinose, matrici corimbiformi di glomerato, teste cilindriche con pochi fiori, lunghi lobi della corolla a disco e appendici di rami a stile papillato.
I caratteri distintivi della specie  Chrysoma pauciflosculosa  sono:
- i fiori del raggio sono presenti;
- il pappo è formato da setole (i pappi dei fiori del disco e quelli del raggio sono uguali);
- la distribuzione di queste piante è USA orientale e Isole dei Caraibi.

Il numero cromosomico delle specie di questo genere è: 2n = 18.

### Sinonimi
Sono elencati alcuni sinonimi per questa entità:
- Aplactis paniculata Raf.
- Aster pauciflosculosus  Kuntze
- Chrysoma solidaginoides  Nutt.
- Solidago pauciflosculosa  Michx.
- Solidago semiflosculosa  Walp.

Sinonimo per il genere
- Aplactis Raf.